# 庫茲尼奇
51°58′17″N 31°33′58″E / 51.97139°N 31.56611°E
庫茲尼奇（烏克蘭語：Кузничі）是位於烏克蘭北部切爾尼希夫州裏切爾尼希夫區的村莊，面積2平方公里，海拔高度156米，2006年人口278，人口密度每平方公里139人。